# فرنسيس باتريك دير
فرنسيس باتريك دير (بالإنجليزية: Francis Patrick Dwyer)‏ هو كيميائي أسترالي، ولد في 3 ديسمبر 1910 في Raymond Terrace ‏ في أستراليا، وتوفي في 22 يونيو 1962 في كانبرا في أستراليا.